# Семюель Еванс (VC)

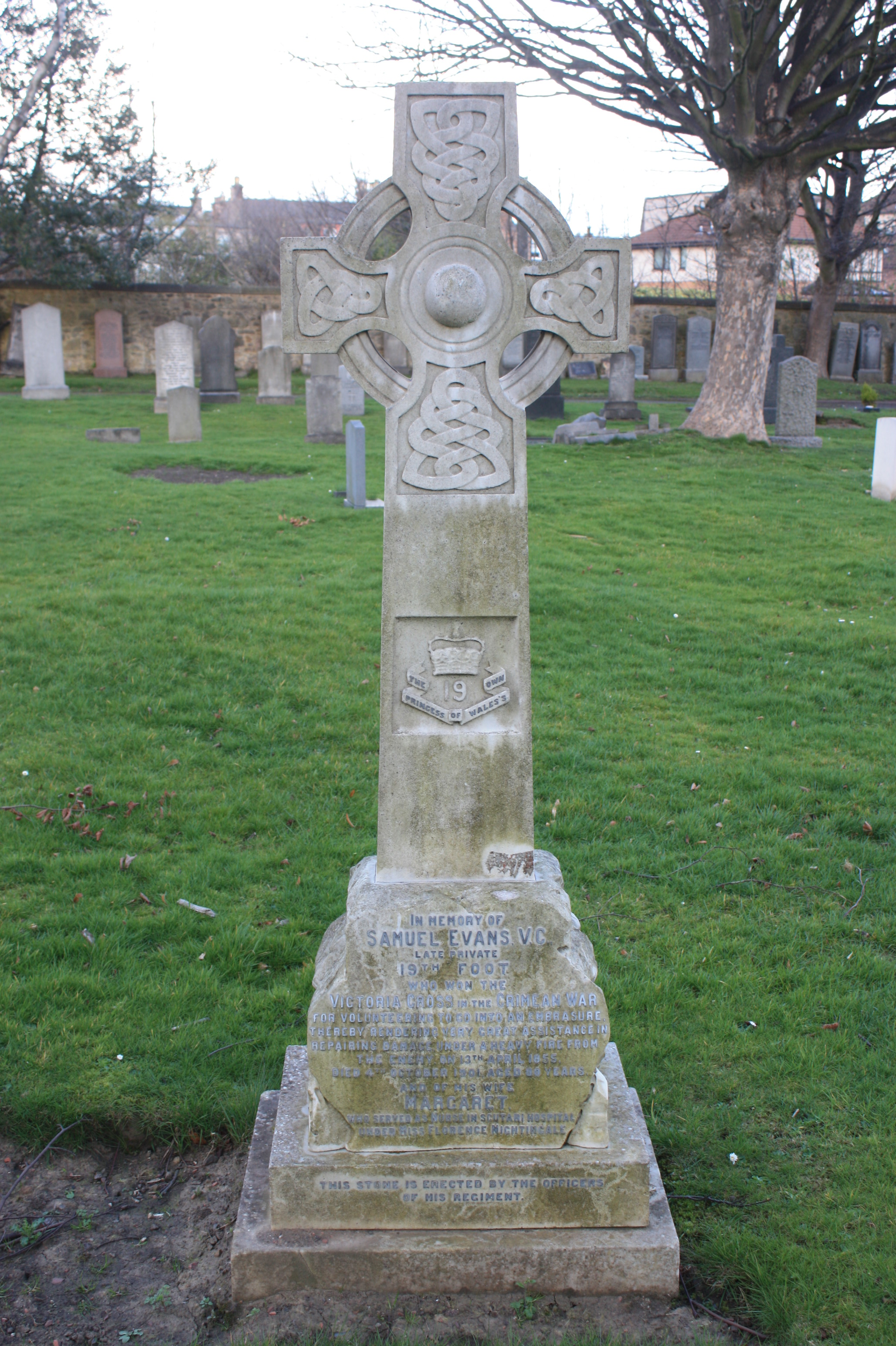
Могила Семюеля Еванса VC, цвинтар Пірсгілл, Единбург

Семюель Еванс VC (бл. 1821 — 4 жовтня 1901) — шотландський кавалер Хреста Вікторії, найвищої та найпрестижнішої нагороди за доблесть перед обличчям ворога, якою можуть бути нагороджені британські сили та сили Співдружності націй.

## Раннє життя
Він народився Семюелем Евенсом у Пейслі, Ренфрюшир у 1821 році, син Анни та Джеймса Евенса, ткача. Спочатку він пішов по стопах свого батька, працюючи ткачем пейслійських шалей, але у вересні 1839 року він вступив до 26-го піхотного полку в Казарми Геллоугейт, як 1535 рядовий Евенс. Він приєднався до свого полку в Індії в жовтні 1840 року.
Полк переїхав до Китаю, і він брав участь у Китайській війні 1842 року. У 1843 році полк був розміщений у Единбурзькому замку і залишався там до 1851 року. У 1852 році він зголосився до 19-го піхотного полку для служби у Кафрських війнах у Південній Африці, з новим службовим номером 2721 рядовий Еванс, залишаючись Евансом до кінця свого життя. У 1854 році він відплив до Варна, Болгарія зі своїм полком для служби в Кримській війні.

## Завоювання VC
Йому було близько 34 років, і він був рядовим у 19-й піхотний полк (пізніше Йоркширський полк (Олександра, принцеса Уельська)), Британської армії під час Кримської війни, коли відбувся наступний подвиг, за який він був нагороджений VC.
13 квітня 1855 року під час Севастополя, Кримський півострів, рядовий Еванс зголосився піти в амбразуру для ремонту пролому. Він та інший рядовий увійшли в батарею і стрибнули в амбразуру, де провели необхідний ремонт під дуже сильним ворожим вогнем.
Він не отримав медаль до 26 червня 1857 року. Він поїхав до Лондона з Единбурга і отримав медаль на церемонії в Гайд-парку, отримавши її особисто від королеви Вікторії.
Його Хрест Вікторії виставлений у музеї Грін Ховардс, Річмонд (Північний Йоркшир), Йоркшир, Англія.

## Пізніше життя
8 вересня 1855 року він був важко поранений під час штурму Редана і після деякого часу в госпіталі Скутарі був повернутий до Британії. Він був звільнений з армії, непридатний до служби, 13 травня 1856 року. Перебуваючи в госпіталі, він познайомився з вдовою Маргарет МакНікол, яку Флоренс Найтінгейл запросила працювати медсестрою в госпіталі Скутарі, і після повернення до Единбурга вони одружилися.
Завдяки різним зв'язкам (і, ймовірно, певній мірі слави) він отримав роботу доглядача в Голірудському палаці, живучи в чарівному будиночку біля входу в Голірудський парк. У 1870-х роках він покинув Единбург і купив магазин у Дамфріс, але це не мало великого успіху.
У 1888 році він повернувся до Единбурга, живучи в скромній квартирі на 332 Lawnmarket на Королівській милі.
Він помер у 1901 році і похований зі своєю дружиною Маргарет на цвинтарі Пірсгілл у східному Единбургу.

## Зовнішні посилання
- Darlington and Stockton Times
- Місцезнаходження могили та медалі VC (Единбург)
- Друзі Грін Говардс